# CP (DM Command)
CP (CREATE_PROCESS)とは、アポロコンピュータ社のコンピュータに搭載されていたウィンドウシステム（ディスプレイマネージャ）で利用できた、制御コマンド『DMコマンド』の一つ。

## 概要
CP コマンドは、プロセス，パッド，ウインドウを生成する

## 書式
(領域)　CP　<オプション>　パス名　<引数...>

## 利用法
CP は，プロセス，インプットとトランスクリプト・パッド，インプットとトランスクリプト・パッドを生成し、プロセス内で（パス名引数で指定される）プログラムを実行する。
トランスクリプト・パッドは，新しいプロセスの標準出力としてオープンされる。
シェルが走るプロセスを生成するには、＜SHELL＞キーを押す（すべて自動的に行なわれる）か、あるいは次のようにパス名に /COM/SH を指定する。
```
Command:CP /COM/SH <RETURN>
```

このコマンドは，トランスクリプト・パッドに関係付けられたインプット・パッドを生成し、それを標準入力としてオープンする。
結果として、新しいプロセスとして、そのインプットとトランスクリプト・パッドのウインドウとシェルが得られる。
シェルを停止し、すべてのウインドウとその親プロセスに関係付けられたパッドを削除するには、 CTRL/Z をシェルのプロセスのインプット・パッドに入力し、それから
CTRL/N を入力する（詳細はDQ コマンドを参照）．
引数：
- 領域（省略可）

新しいウインドウが表示されるスクリーンの区域を指定する。ウインドウ領域の詳細は前章を参照．
省略時は、次の DM デフォルト・ウインドウを使用する。
- パス名（省略不可）

新しいプロセスで実行されるファイルを指定する。
普通はシェル（コマンド解釈プログラム）である。
- 引数...（省略可）

‘パス名’プログラムに渡す引数を指定する。
これらの引数に空白文字が含まれている場合、その引数は引用符で囲む。
オプション：
オプションを使用する際，オプションは‘パス名’引数の前に置かなくてはいけない。
-I	プロセスに生成されるウインドウをアイコンの形にすることを指定する．
-C‘文字’
アイコン・ウインドウで使用されるアイコン文字を指定する。
‘文字’は，現在のアイコン・フォントの中に存在しなければならない。
このオプションが指定されず-I がある場合、ディスプレイ・マネージャはこのパッド・タイプのデフォルトのアイコン文字を使用する。
-N　名前
プロセス名を指定された‘名前’にする．省略すると、DM は，その名前を“Process_n”にする。
```
n は，各プロセスについて， 1 から始まりプロセスが増えるごとに一つずつ増える整数、SR8 の DM のエラーが原因で、正確に解釈されるために、-N オプションは‘パス名’引数（パス名に渡す引数）の後に置く必要がある．
```

## 使用例
‘spare’という名前で，シェルの走るプロセスを生成する。
SH の‘-nstart’オプションは，新しいシェルで起動時ファイルを実行しないことを指定する。
```
Command: (0,0)dr;(500,300)cp /com/sh -nstart -n spare
```

シェルの走るプロセスを生成し，ウインドウはこのパッド・タイプのデフォルトのアイコン文字を用いたアイコンの形にする。
```
Command: cp -i /com/sh
```